# Большебичинское сельское поселение
Большебичинское се́льское поселе́ние — муниципальное образование в Усть-Ишимском районе Омской области Российской Федерации.
Административный центр — село Большая Бича.

## История
Статус и границы сельского поселения установлены Законом Омской области от 30 июля 2004 года № 548-ОЗ «О границах и статусе муниципальных образований Омской области»

## Население
| 2010  | 2011  | 2012  | 2013  | 2014  | 2015  | 2016  |
| ----- | ----- | ----- | ----- | ----- | ----- | ----- |
| 1548  | ↘1541 | ↘1484 | ↘1418 | ↘1396 | ↘1325 | ↘1272 |
| 2017  | 2018  | 2019  | 2020  | 2021  | 2023  |       |
| ↘1238 | ↘1196 | ↘1169 | ↘1133 | ↘923  | ↘889  |       |

## Состав сельского поселения
| № | Населённый пункт | Тип населённого пункта       | Население |
| - | ---------------- | ---------------------------- | --------- |
| 1 | Бакшеево         | деревня                      | 137       |
| 2 | Большая Бича     | село, административный центр | 325       |
| 3 | Кайнаул          | деревня                      | 192       |
| 4 | Малая Бича       | посёлок                      | 894       |